# سورک (آمل)
سورک، روستایی است از توابع بخش دابودشت شهرستان آمل در استان مازندران ایران.

## جمعیت
این روستا در دهستان دابوی جنوبی قرار دارد و براساس سرشماری مرکز آمار ایران در سال ۱۳۸۵، جمعیت آن ۳۱۸ نفر (۸۴خانوار) بوده‌است.

## وجه تسمیه نام
نام‌های اماکنی که با سور جزء ترکیب دارند، می‌توانند با دو وجه متفاوت تحلیل شوند و به سبب درستی هر دو صورت از تعبیرات دوگانه، رد یا قبول آن‌ها آسان نخواهد بود.
- ابتدا می‌توان سور sur را همان سو (su) در ترکیبات سوت sut و سوته sutē و سوتک sutak و سوتاک دانست که در زبان طبری معنای نور و روشنایی حاصل از شعله‌های آتش دارد که وقتی با پسوند‌های مکان از جمله بن و ک و واحد دفاعی کلا ترکیب شود، جهت سهولت در گفتار (ر) به سو اضافه می‌شود، بدون آنکه بار معنایی تازه‌ای به آن داده‌شود. با این نگاه ویژه به واژه سور میتوان کلمه سو در طبری را دید.

- اما تعبیر دیگر سور در این زبان (طبری) بدون عنایت به فرضیه‌ی بالا، سور (sur) و سر (sor) طبری خواهد بود که معادل فارسی سَرو (sarv) را در این زبان دارد. در نامیدن این درخت سخت چوب و سوزنی برگ که در حوزه‌های زبانی طبری در شرق و غرب و جلگه و کوهستان مازندران حتی قلمروی فرهنگی این زبان در رودبار‌های لار، جاجرو ، دماوند، ارنگه و طالقان که مشهور به سور و سر sor است، اتفاق گویش وجود دارد. آبادی‌هایی که با واژه‌ی درخت ترکیب نام دارند، ابتدا در جنگلی پوشیده از نوع درختان خاص برای اولین بار بنیاد گذاشته می‌شوند و بهره برداری تدریجی با اقدام به قطع درختان طی سده‌های طولانی، سبب نابودی جنگلِ پیرامون آن‌ها می‌گردید و تنها واژه‌ای بی‌‌‌‌‌محتوا درترکیب نام آبادی به جا می‌ماند. نمونه‌ی آن سرولات در شرق گیلان و سورکش در دره‌ی کتول است. این درخت در زبان پهلوی سرو sarv و در بُندهش سرب sarb و سور و سر زبان طبری اشکال متنوع این نام در حوزه‌ی زبان‌های گذشته و کنونی در ایران است. سرو درختی راست قامت و همیشه سبز و از شاه درختانِ اساطیری ایران است که در عرصه‌های گوناگون اساطوره، مذهب و ادب، شهرتی مستغنی از هر تعریف دارد.

"ک" در سورک همچون همه موارد مشابه، نشانه تصغیر است برای اسمی که به وسیله این علامت مصغر شده است. بنابراین سورک را میتوان آبادی مستقر در جنگل کوچکی از درختان سرو دانست.